# Division 2 1990/91
Die Division 2 1990/91 war die 52. Austragung der zweithöchsten französischen Fußballliga. Es handelte sich seit 1970 um eine offene Meisterschaft mit Profis und Amateuren. Gespielt wurde vom 27. Juli 1990 bis zum 10. Mai 1991; vom 21. Dezember bis 12. Januar gab es eine diesmal nur kurze Winterpause.
Zweitligameister wurde Le Havre AC.

## Vereine
Teilnahmeberechtigt waren die 29 Vereine, die nach der vorangegangenen Spielzeit weder in die erste Division auf- noch in die dritte Liga (National) oder tiefer abgestiegen waren; dazu kamen – nachdem Racing Paris 1 freiwillig den direkten Weg aus der ersten in die dritte Liga gewählt hatte – lediglich ein Erstligaabsteiger und sechs Aufsteiger aus der National. Diese 36 Teilnehmer spielten in zwei überwiegend nach regionalen Gesichtspunkten eingeteilten Gruppen (eine mit Mannschaften aus dem Norden und Westen sowie eine mit Teams aus dem Süden, Osten sowie zwei aus dem Norden).
Somit spielten in dieser Saison folgende Mannschaften um die Meisterschaft der Division 2:
- Gruppe A: USL Dunkerque, US Valenciennes-Anzin, EAC Chaumont, Aufsteiger SAS Épinal, Racing Strasbourg, Absteiger FC Mulhouse, CS Louhans-Cuiseaux, FC Gueugnon, CL Dijon, FC Annecy, Aufsteiger Stade Rodez, Olympique Alès, Olympique Nîmes, Olympique Avignon, der umbenannte FC Istres Ville Nouvelle, FC Martigues, SC Bastia, Aufsteiger Gazélec FCO Ajaccio
- Gruppe B: Racing Lens, Aufsteiger Olympique Saint-Quentin, AS Beauvais, Stade Reims, AS Red Star, US Créteil, US Orléans, Aufsteiger FC Bourges, Le Havre AC, FC Rouen, Stade Laval, Aufsteiger Le Mans UC, EA Guingamp, SCO Angers, FC Tours, Chamois Niort, La Roche VF, AS Saint-Seurin

Direkt aufstiegsberechtigt waren nur die jeweiligen Gruppenersten. Dazu kam eine Relegation zwischen dem am schlechtesten platzierten Erstligisten, der nicht direkt abstieg, und dem besten, nicht direkt aufstiegsberechtigten Zweitligisten.

## Saisonverlauf
Jede Mannschaft trug gegen jeden Gruppengegner ein Hin- und ein Rückspiel aus, einmal vor eigenem Publikum und einmal auswärts. Es galt die Zwei-Punkte-Regel; bei Punktgleichheit gab die Tordifferenz den Ausschlag für die Platzierung; bestand auch darin noch Identität – wie in dieser Saison zwischen Angers und Rouen –, entschied die höhere Anzahl erzielter Treffer. In Frankreich wird bei der Angabe des Punktverhältnisses ausschließlich die Zahl der Pluspunkte genannt; hier geschieht dies in der in Deutschland zu Zeiten der 2-Punkte-Regel üblichen Notation.
Sportlich gab es in der Gruppe A einen erst am letzten Spieltag entschiedenen Vierkampf um den Aufstiegs- und die beiden Relegationsplätze, in dem dann Alès nur aufgrund des Torverhältnisses als Tabellenvierter leer ausging. In Gruppe B blieb es bis zuletzt ähnlich spannend, wenngleich Le Havre sich frühzeitig den Sieg in dieser Staffel gesichert hatte; auch hier waren es vier Klubs, die noch bei Anpfiff des 34. Spieltags Chancen auf den zweiten oder dritten Platz besaßen. Dagegen mündete die neuerdings striktere Lizenzierungspolitik des Verbandes für fünf Vereine in einen Abstieg, dem vier von ihnen nach dem Tabellenstand eigentlich entgangen waren. Verschuldung, nachlassende Attraktivität der Division 2 bei den Zuschauern und in Konsequenz leere Kassen machten selbst vor einem traditionsreichen Klub wie Stade Reims, drei Jahrzehnte zuvor noch das absolute Aushängeschild des französischen Fußballs, nicht Halt. Davon profitierten vier Mannschaften, deren Punktzahl nicht für den Klassenerhalt gereicht hätte, und es führte auch dazu, dass sämtliche sechs Aufsteiger aus der National in der Liga verblieben.
In den 612 Begegnungen wurden 1.286 Treffer erzielt; das entspricht einem Mittelwert von 2,1 Toren je Spiel und bedeutete die vierte Aufstellung eines entsprechenden Liga-Negativrekords in Folge. Auch 208 Unentschieden hatte es in der Geschichte der Division 2 zuvor noch nie gegeben. Erfolgreichste Torschützen waren in Gruppe A Didier Monczuk (Strasbourg) mit 23 und in Gruppe B Christophe Lagrange (Angers) mit 19 Treffern; die Liga-Torjägerkrone gewann somit, wie schon im Vorjahr, Monczuk. Zur folgenden Spielzeit kamen drei Zwangsabsteiger aus der Division 1 (Girondins Bordeaux, Brest Armorique FC und OGC Nizza) hinzu; aus der dritthöchsten Liga stiegen sechs Mannschaften auf: SC Amiens, CS Sedan, Racing Ancenis, LB Châteauroux, FC Grenoble Isère und FC Perpignan.

## Abschlusstabellen

### Gruppe A
| Pl. | Verein                   | Sp. | S  | U  | N  | Tore    | Diff. | Punkte |
| --- | ------------------------ | --- | -- | -- | -- | ------- | ----- | ------ |
| 1.  | Olympique Nîmes          | 34  | 17 | 10 | 7  | 040:270 | +13   | 44:24  |
| 2.  | Racing Strasbourg        | 34  | 19 | 5  | 10 | 070:370 | +33   | 43:25  |
| 3.  | US Valenciennes-Anzin    | 34  | 13 | 17 | 4  | 030:170 | +13   | 43:25  |
| 4.  | Olympique Alès           | 34  | 17 | 9  | 8  | 037:320 | +5    | 43:25  |
| 5.  | FC Istres Ville Nouvelle | 34  | 14 | 9  | 11 | 041:410 | ±0    | 37:31  |
| 6.  | SC Bastia                | 34  | 12 | 11 | 11 | 046:350 | +11   | 35:33  |
| 7.  | Olympique Avignon        | 34  | 10 | 15 | 9  | 041:370 | +4    | 35:33  |
| 8.  | Stade Rodez (N)          | 34  | 10 | 14 | 10 | 032:380 | −6    | 34:34  |
| 9.  | FC Annecy                | 34  | 10 | 13 | 11 | 026:250 | +1    | 33:35  |
| 10. | FC Mulhouse (A)          | 34  | 11 | 10 | 13 | 041:350 | +6    | 32:36  |
| 11. | FC Martigues             | 34  | 11 | 10 | 13 | 041:380 | +3    | 32:36  |
| 12. | FC Gueugnon              | 34  | 9  | 14 | 11 | 030:290 | +1    | 32:36  |
| 13. | SAS Épinal (N)           | 34  | 11 | 8  | 15 | 033:400 | −7    | 30:38  |
| 14. | Gazélec FCO Ajaccio (N)  | 34  | 11 | 8  | 15 | 030:390 | −9    | 30:38  |
| 15. | EAC Chaumont             | 34  | 10 | 10 | 14 | 032:500 | −18   | 30:38  |
| 16. | CS Cuiseaux-Louhans      | 34  | 7  | 14 | 13 | 028:360 | −8    | 28:40  |
| 17. | USL Dunkerque            | 34  | 6  | 14 | 14 | 017:360 | −19   | 26:42  |
| 18. | CL Dijon                 | 34  | 7  | 11 | 16 | 029:520 | −23   | 25:43  |

Platzierungskriterien: 1. Punkte – 2. Tordifferenz – 3. geschossene Tore

| (A) | Absteiger aus der Division 1 1989/90 |
| (N) | Neuaufsteiger                        |

### Gruppe B
| Pl. | Verein                      | Sp. | S  | U  | N  | Tore    | Diff. | Punkte |
| --- | --------------------------- | --- | -- | -- | -- | ------- | ----- | ------ |
| 1.  | Le Havre AC                 | 34  | 18 | 11 | 5  | 052:170 | +35   | 47:21  |
| 2.  | Racing Lens                 | 34  | 14 | 14 | 6  | 049:260 | +23   | 42:26  |
| 3.  | Stade Laval                 | 34  | 16 | 9  | 9  | 049:290 | +20   | 41:27  |
| 4.  | SCO Angers                  | 34  | 16 | 8  | 10 | 052:320 | +20   | 40:28  |
| 5.  | FC Rouen                    | 34  | 15 | 10 | 9  | 046:260 | +20   | 40:28  |
| 6.  | Stade Reims                 | 34  | 13 | 11 | 10 | 038:290 | +9    | 37:31  |
| 7.  | EA Guingamp                 | 34  | 12 | 11 | 11 | 035:370 | −2    | 35:33  |
| 8.  | AS Saint-Seurin             | 34  | 10 | 14 | 10 | 033:370 | −4    | 34:34  |
| 9.  | FC Tours                    | 34  | 9  | 15 | 10 | 026:320 | −6    | 33:35  |
| 10. | AS Red Star                 | 34  | 9  | 14 | 11 | 036:430 | −7    | 32:36  |
| 11. | AS Beauvais                 | 34  | 9  | 13 | 12 | 021:250 | −4    | 31:37  |
| 12. | La Roche VF                 | 34  | 10 | 11 | 13 | 035:460 | −11   | 31:37  |
| 13. | FC Bourges (N)              | 34  | 10 | 11 | 13 | 035:510 | −16   | 31:37  |
| 14. | Le Mans UC (N)              | 34  | 8  | 14 | 12 | 028:330 | −5    | 30:38  |
| 15. | Chamois Niort               | 34  | 9  | 11 | 14 | 026:330 | −7    | 29:39  |
| 16. | US Orléans                  | 34  | 7  | 14 | 13 | 029:410 | −12   | 28:40  |
| 17. | US Créteil                  | 34  | 7  | 12 | 15 | 028:520 | −24   | 26:42  |
| 18. | Olympique Saint-Quentin (N) | 34  | 7  | 11 | 16 | 024:530 | −29   | 25:43  |

Platzierungskriterien: 1. Punkte – 2. Tordifferenz – 3. geschossene Tore

| (A) | Absteiger aus der Division 1 1989/90 |
| (N) | Neuaufsteiger                        |

## Ermittlung des Meisters
Die beiden Gruppensieger trafen in Hin- und Rückspiel aufeinander, um den diesjährigen Meister der Division 2 zu ermitteln. Dabei gewann Le Havre sein Heimspiel mit 3:0, in Nîmes trennte man sich 0:0, so dass die Normannen sich die diesjährige Zweitligameisterschaft sichern konnten – bereits ihre vierte insgesamt.
| Gruppe B    | Gesamt | Gruppe A        | Hinspiel | Rückspiel |
| ----------- | ------ | --------------- | -------- | --------- |
| Le Havre AC | 3:0    | Olympique Nîmes | 3:0      | 0:0       |

## Relegation
Die Gruppenzweiten und -dritten kämpften in einer zweistufigen Ausscheidung darum, wer von ihnen gegen den Erstliga-19. FC Toulouse um einen weiteren Aufstiegsplatz in die höchste Spielklasse spielen durfte. Zunächst trafen die beiden Gruppenzweiten in einem einzigen Spiel jeweils auf den Dritten der anderen Gruppe; hierbei setzten sich Strasbourg gegen Laval mit 3:1 und Lens gegen Valenciennes-Anzin mit 1:0 durch und trafen anschließend – nun wieder in Hin- und Rückspiel – aufeinander. Dabei spielten die Elsässer vor eigenem Publikum gegen die Nordfranzosen nur 1:1 und unterlagen auf dem Platz des Gegners mit 1:3.
Danach besiegte Toulouse Lens mit 4:0, unterlag im Rückspiel nur mit 0:1 und blieb in der Division 1 – in die trotz der Niederlage auch Lens als dritter Zweitdivisionär aufstieg, weil mit Bordeaux, Brest und Nizza drei Vereine aus wirtschaftlichen Gründen in die zweite Liga zwangsversetzt wurden.
|                                 | Ergebnis |                                     |
| ------------------------------- | -------- | ----------------------------------- |
| Racing Strasbourg (2. Gruppe A) | 3:1      | Stade Laval (3. Gruppe B)           |
| Racing Lens (2. Gruppe B)       | 1:0      | US Valenciennes-Anzin (3. Gruppe A) |

| Sieger Spiel 1    | Gesamt | Sieger Spiel 2 | Hinspiel | Rückspiel |
| ----------------- | ------ | -------------- | -------- | --------- |
| Racing Strasbourg | 2:4    | Racing Lens    | 1:1      | 1:3       |

| Division 1  | Gesamt | Division 2  | Hinspiel | Rückspiel |
| ----------- | ------ | ----------- | -------- | --------- |
| FC Toulouse | 4:1    | Racing Lens | 4:0      | 0:1       |